# Flavio Maspoli
Flavio Maspoli (né le 29 janvier 1950 à Sorengo, mort le 12 juin 2007 à Lugano) est un homme politique suisse de la Ligue des Tessinois.

## Biographie
Journaliste de formation, il est le rédacteur en chef du journal Il Mattino della Domenica de 1990 à 1993. Il se lance durant cette période dans une carrière politique. Il fonde en 1991 avec Giuliano Bignasca le parti tessinois de la Ligue des Tessinois (La Lega dei Ticinesi). De 1991 à 2003, Maspoli siège au Conseil national où il représente le canton du Tessin. En 1993, il fonde le quotidien gratuit L'Altra Notizia. En 2001, il inaugure son nouveau journal gratuit, Ticino oggi qui fera faillite par la suite.
En 2003, il est contraint de démissionner à la suite d'un scandale de fraude électorale : Maspoli avait falsifié des centaines de signatures pour une initiative populaire. La même année, ses liens avec Bignasca se tendent et il quitte la Lega. Il tente de revenir dans la politique mais échoue. Ses déboires judiciaires et financiers le poursuivent en plus de ses ennuis de santé. Gros fumeur, il souffre de problèmes respiratoires et cardiaques récurrents qui l'obligent à être hospitalisé plusieurs fois à la fin de sa vie. Le 11 juin 2007, son état s'aggrave soudainement et il décède quelques heures plus tard à l'hôpital de Lugano.
Maspoli était aussi professeur de piano et cabaretiste.